# Charles Poletti
Charles Poletti (Barre, 2 luglio 1903 – Marco Island, 8 agosto 2002) è stato un militare e politico statunitense; fu vice governatore di New York nel 1942. Per un mese ricoprì la carica di governatore.

## Biografia
Charles Poletti nacque a Barre, nel Vermont, il 2 luglio 1903, figlio di Dino Poletti, un immigrato italiano originario di Pogno in provincia di Novara e di Carolina Gervasini, anch'ella italiana, originaria della città di Varese. Dal 1º gennaio 1939 al 2 dicembre 1942 fu vice governatore (eletto per i democratici) dello Stato di New York. Fu la prima persona di ascendenza interamente italiana a ricoprire la carica di Governatore, quando il governatore Lehman si dimise per accettare la carica di direttore delle operazioni di soccorso all'estero per il Dipartimento di Stato e lui subentrò. Restò governatore fino al 31 dello stesso mese. Dopo aver lasciato l'ufficio, Poletti fu nominato assistente speciale del Segretario alla Guerra Henry L. Stimson. In questa posizione, Poletti lavorò per favorire l'integrazione razziale tra i militari americani.
Con il grado di Tenente colonnello fu inviato in Italia nel luglio 1943 al seguito delle truppe di occupazione e, per la sua esperienza amministrativa, fu capo degli Affari Civili della VII armata americana. In quell'incarico fu preferito a Fiorello La Guardia. Inizialmente assegnato alla ricostruzione dell'amministrazione civile della città di Palermo, per l'amministrazione militare alleata guidata dal maggior generale inglese Francis Rennell Rodd, fu il responsabile civile della Sicilia (Region I), fino al febbraio 1944 di Napoli e della Region III, poi di Roma e infine di Milano, dove il 30 aprile 1945 assunse la carica di governatore della Lombardia. Il 13 dicembre 1943 fu insignito, dall'università di Palermo, della laurea honoris causa in scienze politiche, in riconoscimento del lavoro svolto.
Lasciato col grado di colonnello l'esercito al termine della seconda guerra mondiale, entrò in uno studio legale di Manhattan, dal 1955 al 1960 guidò l'autorità per l'energia dello Stato di New York e, dal 1960 al 1965, fu responsabile per le esposizioni estere dell'Esposizione universale del 1964 di New York. Morì nel 2002 all'età di 99 anni; al momento della morte era l'ex governatore statunitense più longevo. È sepolto nel cimitero di Calkins ad Elizabethtown (New York).

## Controversie
Nel dopoguerra, due esponenti comunisti siciliani, Franco Grasso e Giuseppe Montalbano, nonché lo studioso e giornalista Michele Pantaleone, accusarono il colonnello Poletti di aver protetto sfacciatamente il Movimento Indipendentista Siciliano durante il suo mandato di direttore degli Affari Civili dell'AMGOT. Nella Sicilia liberata, il 90% dei 352 sindaci nominati da Poletti provenivano dalle file del separatismo o della mafia (un caso emblematico fu quello del noto boss mafioso e leader separatista Calogero Vizzini, nominato sindaco di Villalba nel 1943).
Secondo alcune fonti riportate nella relazione conclusiva della Commissione parlamentare d’inchiesta sul fenomeno della mafia nel 1976 (ma poi smentite dagli storici), alcune settimane prima dello sbarco in Sicilia, Poletti avrebbe trovato ospitalità clandestina nella villa palermitana del conte Lucio Tasca (uno dei principali esponenti del separatismo siciliano, poi nominato sindaco di Palermo dallo stesso Poletti), con lo scopo di stabilire contatti con esponenti della politica, della cultura e dell'economia locale e facilitare così l'invasione dell'isola.
Durante l'occupazione alleata a Napoli, Poletti scelse come aiutante e interprete Vito Genovese, mafioso italo-americano ricercato negli Stati Uniti per omicidio; fu in questo periodo che Genovese prosperò con il mercato nero di generi alimentari, grazie anche all'appoggio e alla corruzione delle autorità militari alleate.

## Nei media
La figura del colonnello Charles Poletti, con riferimento al periodo in cui fu direttore degli Affari Civili dell'Amgot a Napoli nel 1944, compare nel film Lucky Luciano (1973), diretto da Francesco Rosi, dove è interpretato dall'attore Vincent Gardenia.